# Emok jezik
Emok jezik (toba, toba-emok; ISO 639-3: emo), jezik Indijanaca Emok-Toba iz paragvajskog Chaca, u blizini Asuncióna. Pripadao je jezičnoj porodici mascoi, i ne smije se brkati s jezikom toba [tob], predstavnikom porodice guaycuruan kojim se služe Toba Indijanci. 
Danas ga više nitko ne govori, a etnička pripadnost iznosi oko 630 (1981 popis). U upotrebi su toba i lengua.

## Vanjske poveznice
- Ethnologue (14th)
- Ethnologue (15th)
- The Enenlhet Language